# Carex jubozanensis
Carex jubozanensis là một loài thực vật có hoa trong họ Cói. Loài này được J.Oda & A.Tanaka mô tả khoa học đầu tiên năm 2003.